# بايج سبارا
بايج سبارا (بالإنجليزية: Paige Spara)‏ (9 أغسطس 1989) ممثلة أمريكية اشتهرت بدورها في مسلسل  الطبيب الجيد.

## روابط خارجية
- paigespara على تويتر.
- بايج سبارا على إنستغرام